# Seedorf BE
| BE ist das Kürzel für den Kanton Bern in der Schweiz. Es wird verwendet, um Verwechslungen mit anderen Einträgen des Namens Seedorf zu vermeiden. |

Seedorf ist eine politische Gemeinde im Verwaltungskreis Seeland des Kantons Bern in der Schweiz.
Neben der Einwohnergemeinde existiert eine Burgergemeinde mit den Familien Bangerter, Isenschmid, Barth, Brunner, Frieden, Fuhrer, Gehri, Hänzi, Hofmann Hübscher, Hügli, Lauper, Leiser, Lobsiger, Moser, Nobs, Roth, Scheurer, Schori, Schwab, Seiler, Spring, Stämpfli, Stebler und Währen. Die Burger besitzen 2,08 km² Land.

## Geographie

### Lage
Die Gemeinde befindet sich im Schweizer Mittelland, genauer im Berner Seeland bzw. im Drei-Seen-Land am Fusse des Frienisberges. Sie ist 17 km von Bern und 3 km von Aarberg entfernt und liegt an der Hauptstrasse 236 Aarberg–Bern. Im öffentlichen Verkehr wird Seedorf durch die Postautolinie 105 Bern–Lyss bedient.
Auf dem Gemeindegebiet von Seedorf liegt der Lobsigensee 100 m nördlich der Unterdorfstrasse von Seedorf nach Lobsigen. Der kleine See mit seiner Fundstätte von prähistorischen Pfahlbauten ist seit 2011 UNESCO-Welterbe.

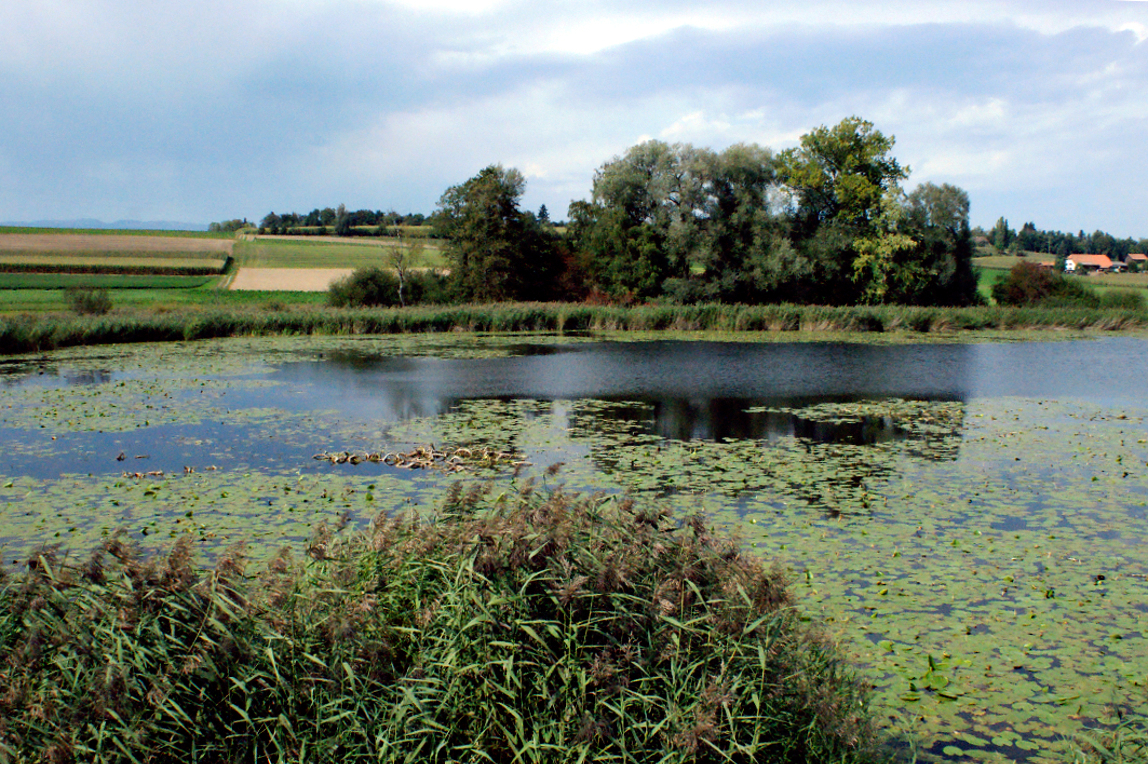
Lobsigensee
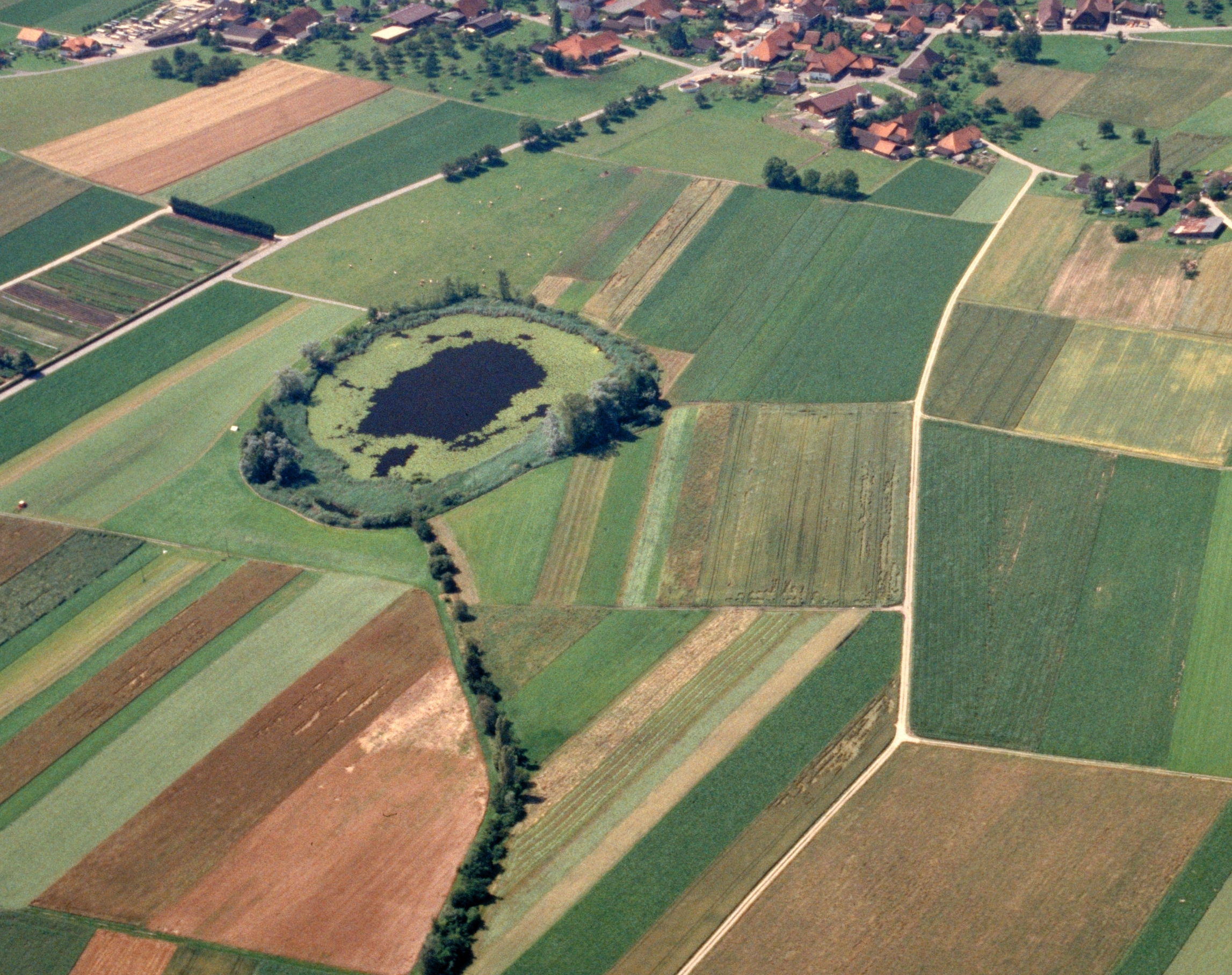
Lobsigensee

### Gemeindegliederung
Zu Seedorf gehören auch die Orte Aspi bei Seedorf, Baggwil, Dampfwil, Frienisberg, Frieswil, Grissenberg, Lobsigen, Ruchwil und Wiler.

### Nachbargemeinden
Seedorfs Nachbargemeinden im Norden beginnend im Uhrzeigersinn sind Lyss, Grossaffoltern, Schüpfen, Meikirch, Wohlen, Radelfingen und Aarberg.

## Geschichte

Luftbild (1954)

Die älteste erhaltene urkundliche Erwähnung von Seedorf datiert von 1131. In der betreffenden Gründungsurkunde des Klosters Frienisberg wurde der Leutpriester Meffried von Seedorf erwähnt, der als erster Zeuge aufgeführt wurde. In den Gebäulichkeiten des Klosters Frienisberg – einer Zisterzienserabtei – befindet sich seit 1897 das Wohn- und Pflegeheim Frienisberg.
Die Sandsteinhöhlen von Lobsigen im Gebiet Räbhalen wurden erstmals 1298 als Güter beim sogenannten Felsenkeller erwähnt, sie waren bis ins 20. Jahrhundert bewohnt.

## Politik
Die Legislative der Gemeinde bildet die Gemeindeversammlung, also die Versammlung aller stimmberechtigten Einwohner. Die Gemeindeversammlung wird zweimal pro Jahr einberufen.
Der siebenköpfige Gemeinderat stellt die Exekutive der Gemeinde dar. Gemeindepräsident (Stand: 2024) ist Hans Schori-Leiser (SVP).
Bei den Nationalratswahlen 2023 betrugen die Wähleranteile in Seedorf (in Klammern die Veränderung im Vergleich zu den Wahlen 2019 in Prozentpunkten): SVP 44,98 % (+1,77), SP 11,26 % (+1,89), Mitte 10,40 % (−5,22), Grüne 8,49 % (−0,59), glp 6,79 % (+1,39), EVP 5,69 % (+1,47), FDP 4,68 % (+0,37), EDU 3,63 % (+0,74), SD 0,31 % (−0,41).

## Wappen

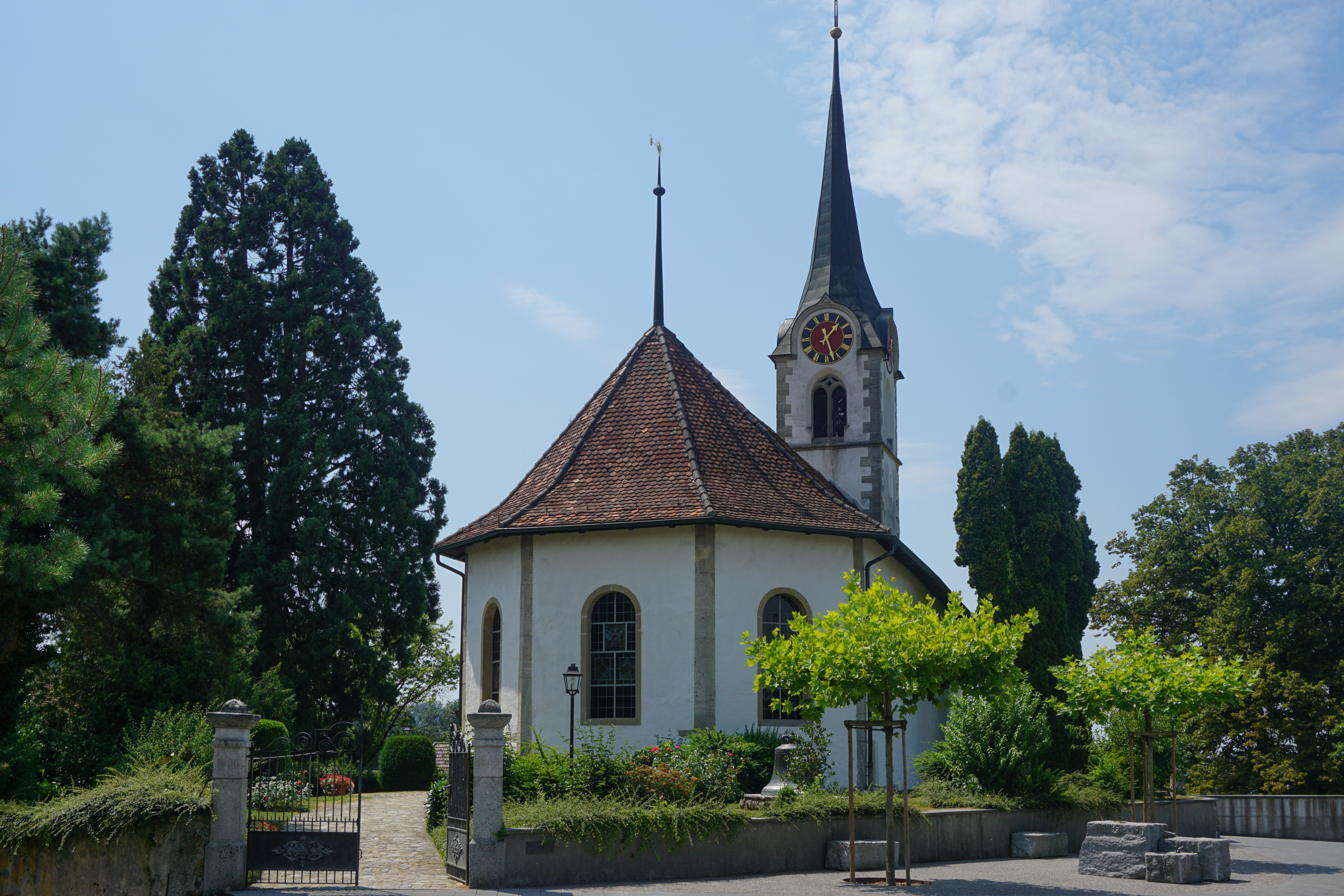
Kirche Seedorf

| Wappen von | Blasonierung: «Geteilt, von Silber mit einem wachsenden schwarzen Bären, und von Blau.» |
| Wappen von | Wappenbegründung: Die Gemeinde führt das Wappen der ausgestorbenen Familie von Seedorf in veränderter Tinktur, indem das Wappen der Familie von Seedorf geteilt von Rot überliefert ist. Das Gemeindewappen ist in dieser Form seit 1944 in Gebrauch. |

## Persönlichkeiten
- Karl Gehri (1850–1922), Maler
- Franz Gehri (1882–1960), Maler, Sohn von Karl Gehri
- Ernst Nobs (1886–1957), Politiker (SP), alt Bundesrat
- Peter Gerber (1923–2012), Politiker (SVP), alt Ständeratspräsident
- Beatrice Simon (* 1960), Politikerin, alt Regierungsrätin des Kantons Bern (2010–2022), alt Gemeindepräsidentin Seedorf (2003–2010)